# Aqüeducte de Cartago
L'aqüeducte de Cartago o aqüeducte de Zaghouan, és un aqüeducte romà que connecta Cartago amb les fonts de la regió de Zaghouan (Tunísia).
Restaurat al segle xix, aquesta obra és l'única d'aquesta importància que existia a Tunísia, just abans la instauració del Protectorat francès de Tunísia.
El 17 de febrer de 2012, el govern de Tunísia va proposar el complex hidràulic romà de Zaghouan-Cartago, com a candidat a formar part d'una futura classificació de la llista del patrimoni mundial de la humanitat de la Unesco.

## Història

### Construcció

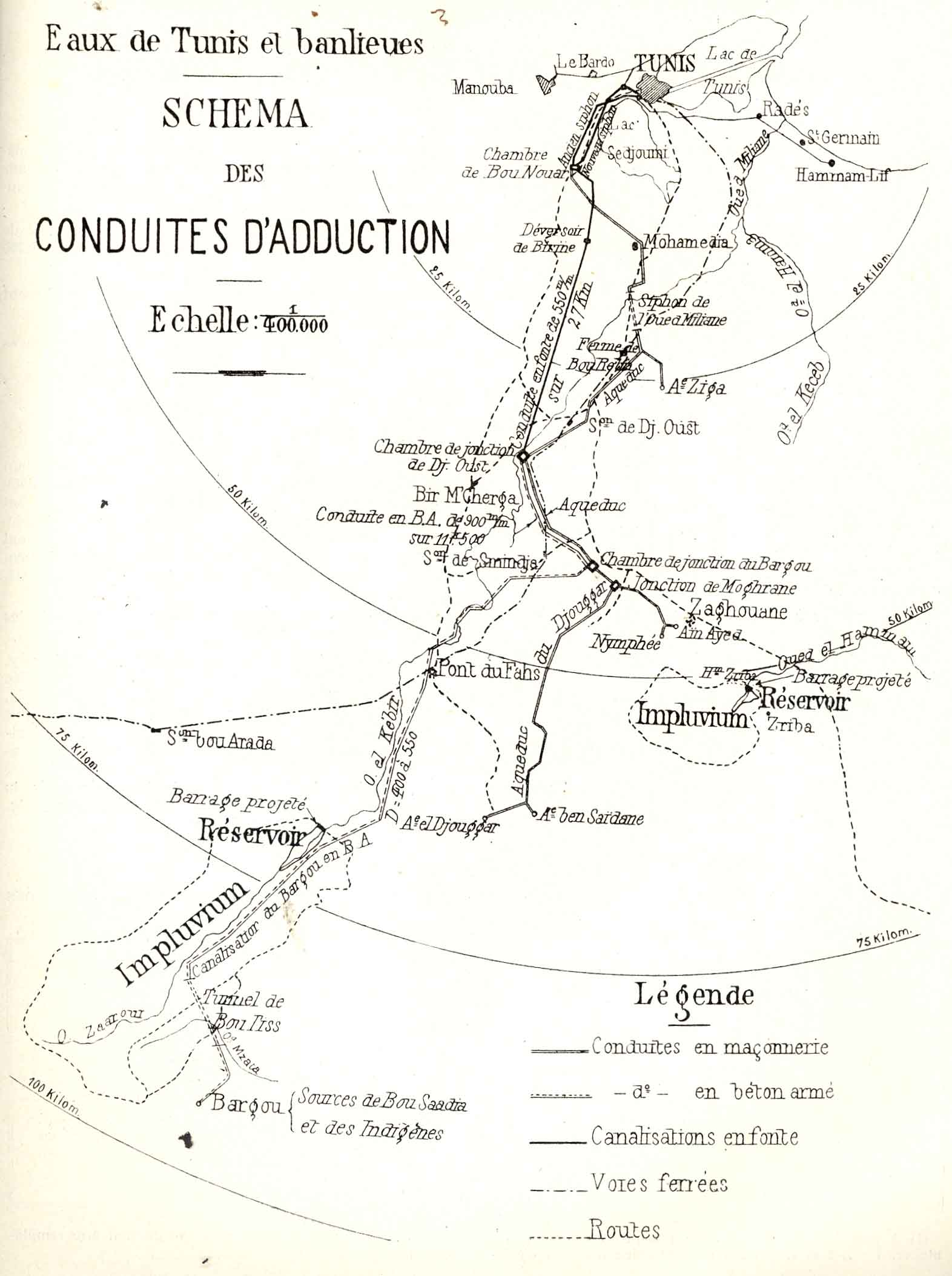
Pla de proveïment d'aigua d'aigua de Tunísia incloent l'aqüeducte (1928)

Segons els historiadors, els romans van haver d'acontentar-se, en un primer moment, amb fer servir l'aigua de pluja conservada en cisternes. Una sequera excepcional, que va tenir lloc de 123 a 128, va esgotar els escassos recursos d'aigua de la regió i va buidar les cisternes; va mostrar llavors l'absoluta necessitat d'ana a buscar, més lluny les aigües que feien falta, als voltants de la ciutat i de portar-les a Cartago.
Com constructor hàbil, l'emperador Hadrià, va decidir la captació de les fonts que existien en el massís muntanyenc del Djebel Zaghouan i del Jouggar així com la construcció d'un immens aqüeducte destinat a conduir les aigües cap a les cisternes de la Malga, dipòsits d'aigua de 25.000 m³, situats sobre una part elevada del turó de Cartago. Les fonts tenien un cabal molt variable, anant de 5.000 m³ per dia a més de 25.000 m³ per dia.
Les cisternes privades van romandre, no obstant això, necessàries per als barris més elevats com el de la Malga. Les fonts captades eren quatre: Nympheum i Aïn Ayed (a la regió de Zaghouan) així com Aïn Djour i Aïn Ziga (a la regió del Jouggar).
L'aqüeducte, concebut per assegurar un cabal diari de 32.000 m³, comportava dues branques, una que venia de Zaghouan i que mesurava 6,01 quilòmetres de longitud, i l'altra, que partia del Djouggar, la longitud del qual era de 33,63 quilòmetres, ambdues es reunien en Moghrane. La longitud total de l'aqüeducte fins a Cartago, comptant les diverses ramificacions, era de 132 quilòmetres. El seu pendent era del 0,29 %. Va estar tallat repetides vegades (primerament pels vàndals i després pels àrabs).
El segle x, encara seguia en servei, portant l'aigua a Cartago, en el segle xiii se'l va proveir d'una derivació que portava l'aigua fins a Tunís. Finalment, després de la dinastia Hàfsida, es va deixar de banda el seu manteniment.

### Restauració
En 1859, ja no funcionava des de feia tres segles quan el ministre de Sadik Bey, Mustafà Khaznadar, el va fer restaurar aconsellat pel cònsol de França de l'època, Léon Roches, i amb el concurs d'un enginyer francès, Pierre Collin. Les parts del canal a flor de sòl i en el subsol van ser reparades i les parts sobre arcades van ser reemplaçades per conduccions de ferro colat Les captacions van ser posades parcialment en servei. Els treballs van costar 7.800.000 francs.
La reparació, que va durar tres anys, va estar completada amb la construcció de la reserva de Sidi Abdallah d'una capacitat de 3.700 m³ per dia. Des de 1861, les aigües de Zaghouan i del Jouggar van arribar novament a Tunísia amb un cabal de 12.000 m³/dia a l'hivern i de 3.000 m³/dia a l'estiu. Contribueixen així a millorar la vida ordinària dels habitants reduïda a l'ús de l'aigua de les cisternes.
No obstant això, la poca cura de les diverses empreses a qui van ser confiades el manteniment i l'aprofitament de l'aqüeducte, va obligar el gran visir Khayr al-Din Paixà a concedir, el 1872, per a trenta anys, l'aprofitament de les aigües de Tunísia als generals Mohamed Baccouche, Husseïn, Rustum i Mohamed. Els resultats no van ser tampoc brillants, a causa dels nombrosos abusos, i el seu aprofitament va ser abandonat progressivament.

## Galeria

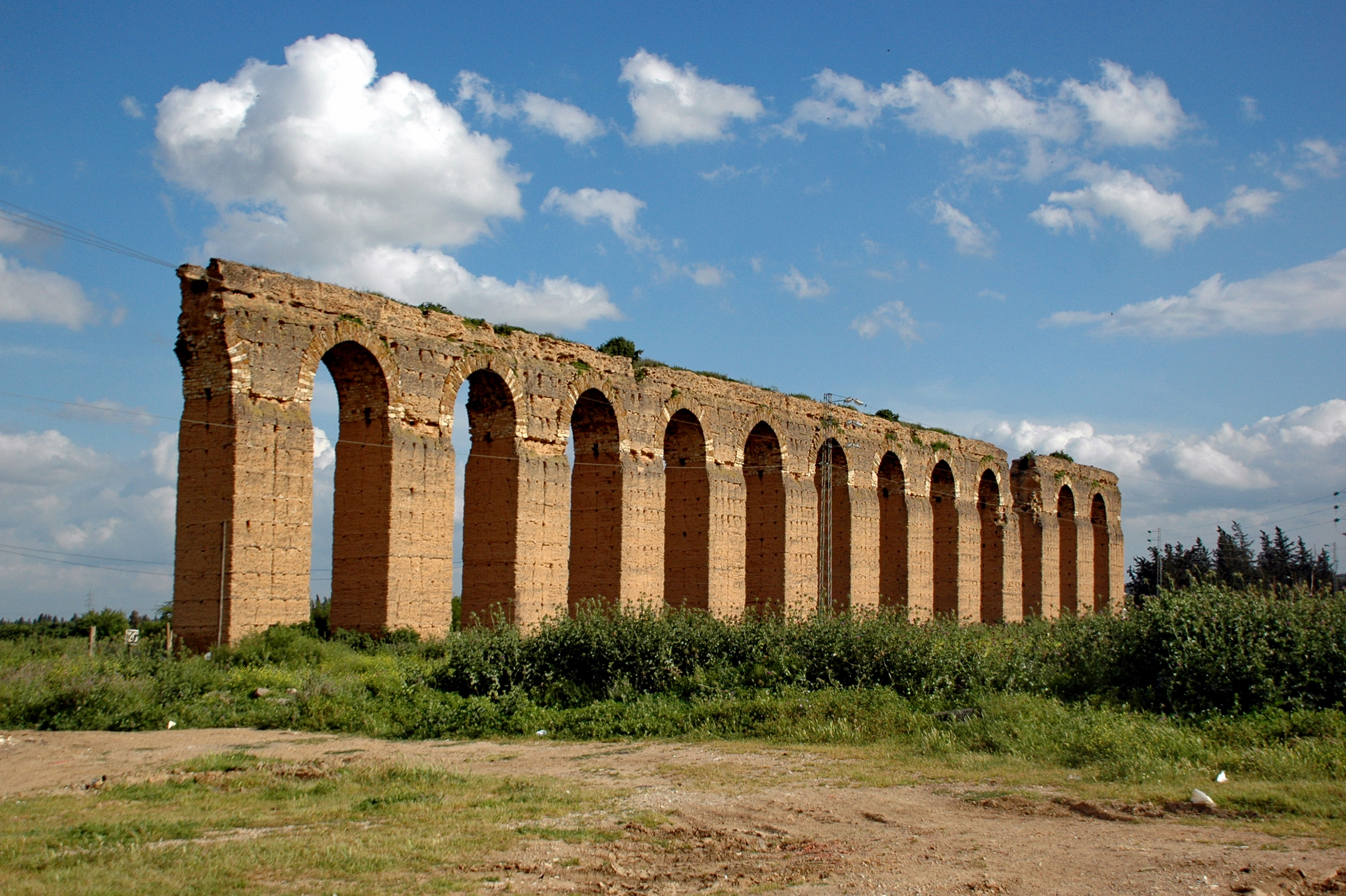
Arcs al sud de Mohamedia.
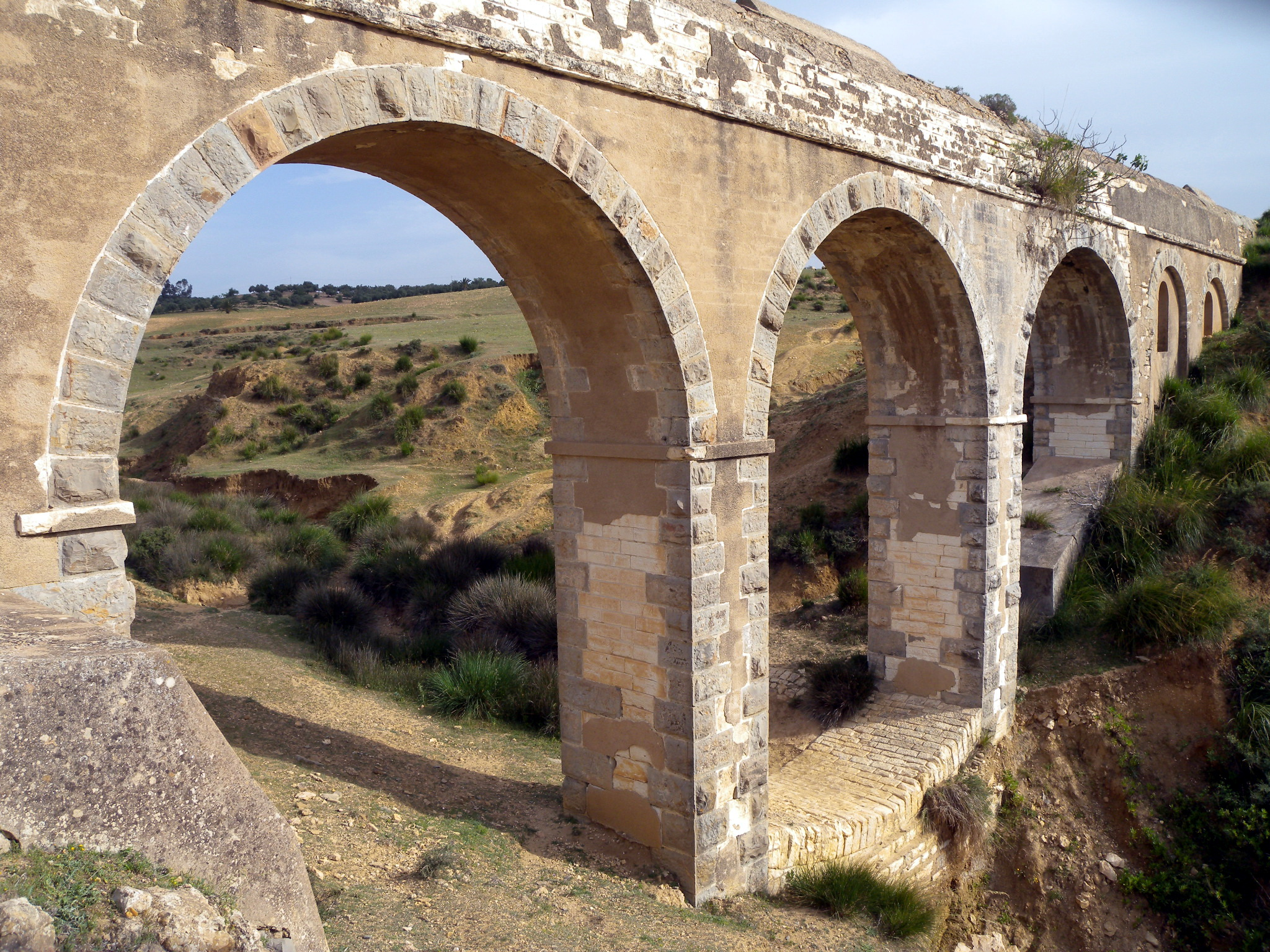
Aqüeducte superant el oued Kharroubat Mchennga.
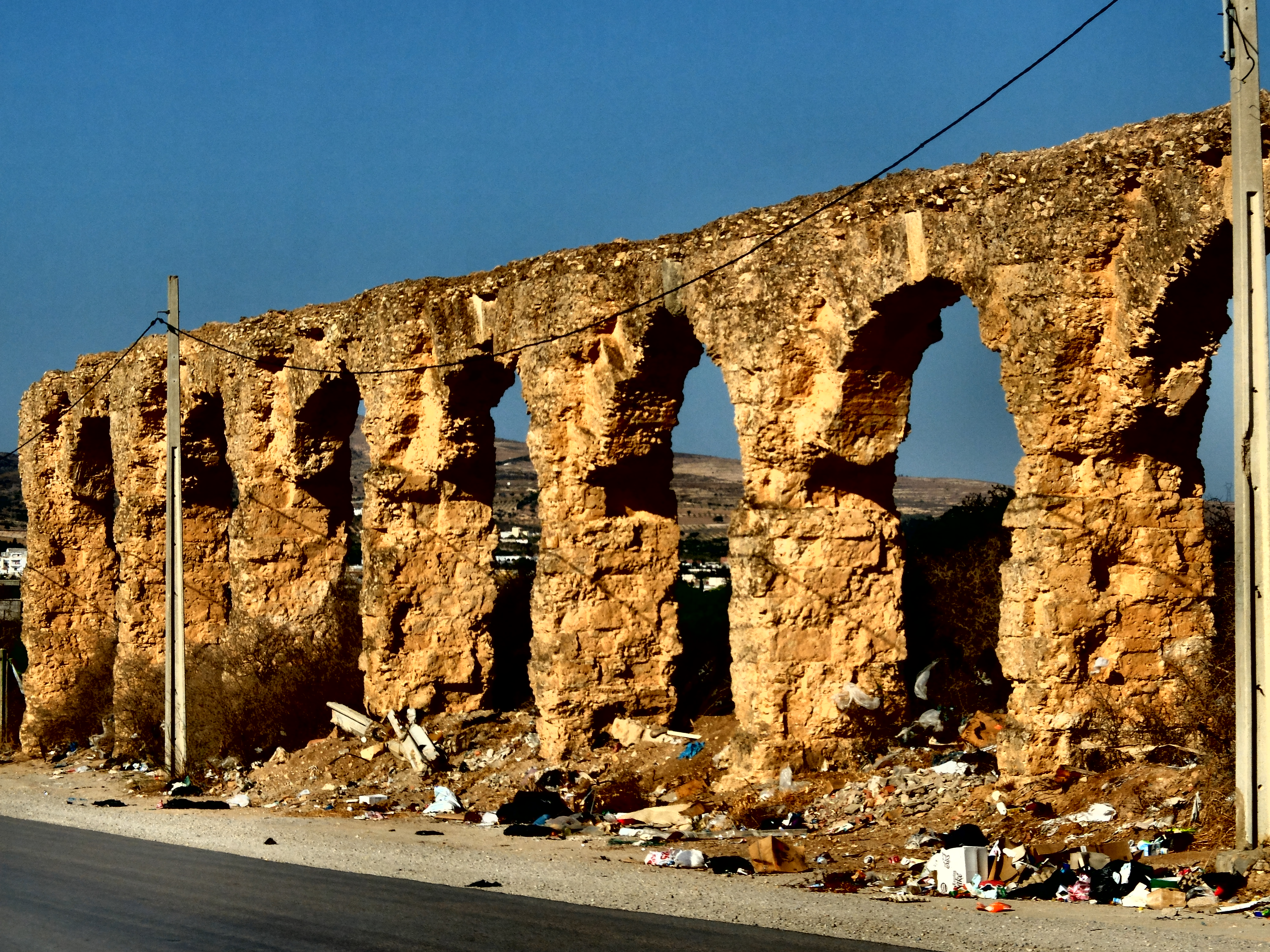
Arcs prop de Oued Ellil.
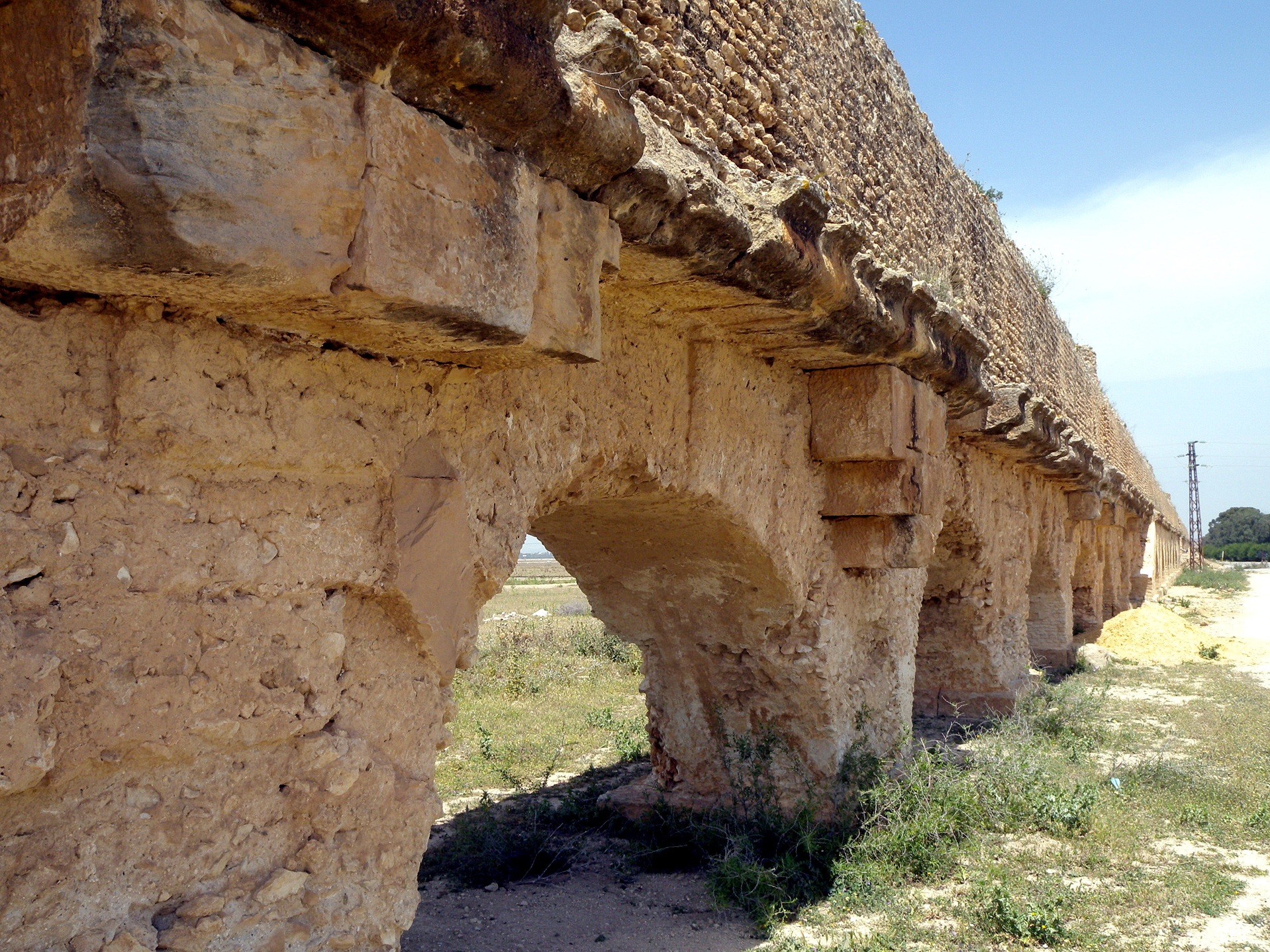
Detall de l'aqüeducte.
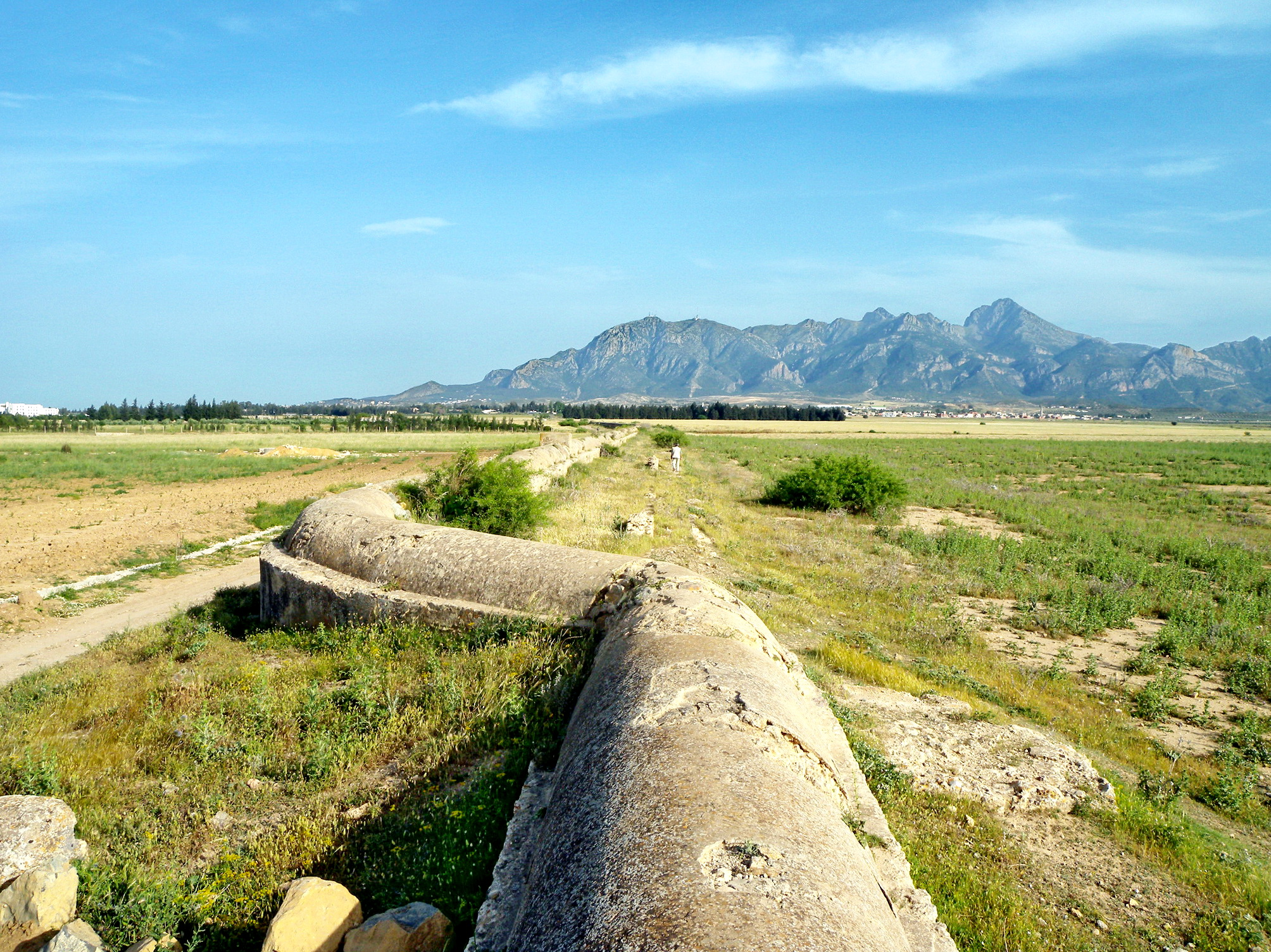
Aqüeducte al nord de Moghrane.
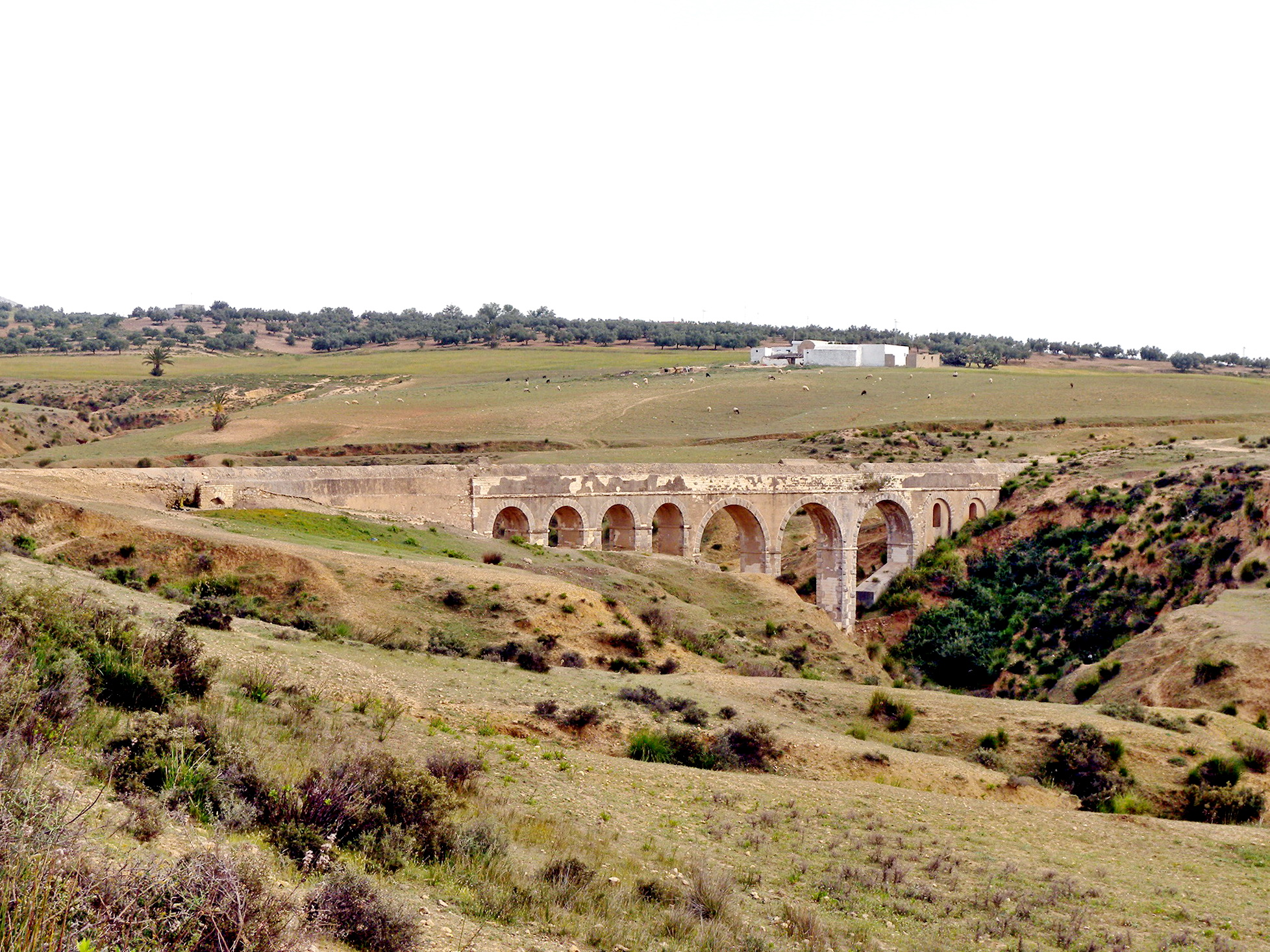
Franqueamiento del oued Kharroubat Mchennga.
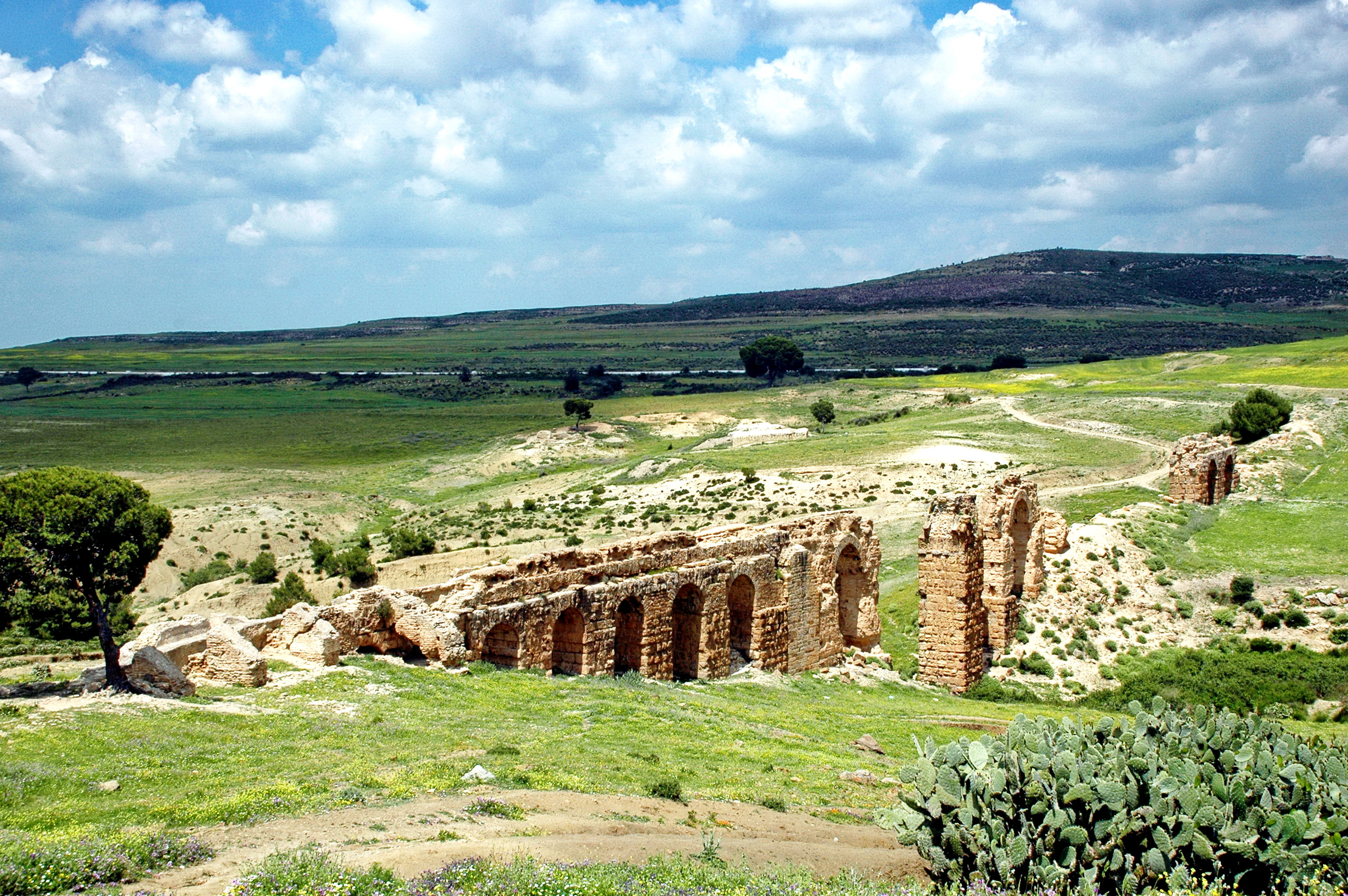
Franqueamiento del oued Gouissate
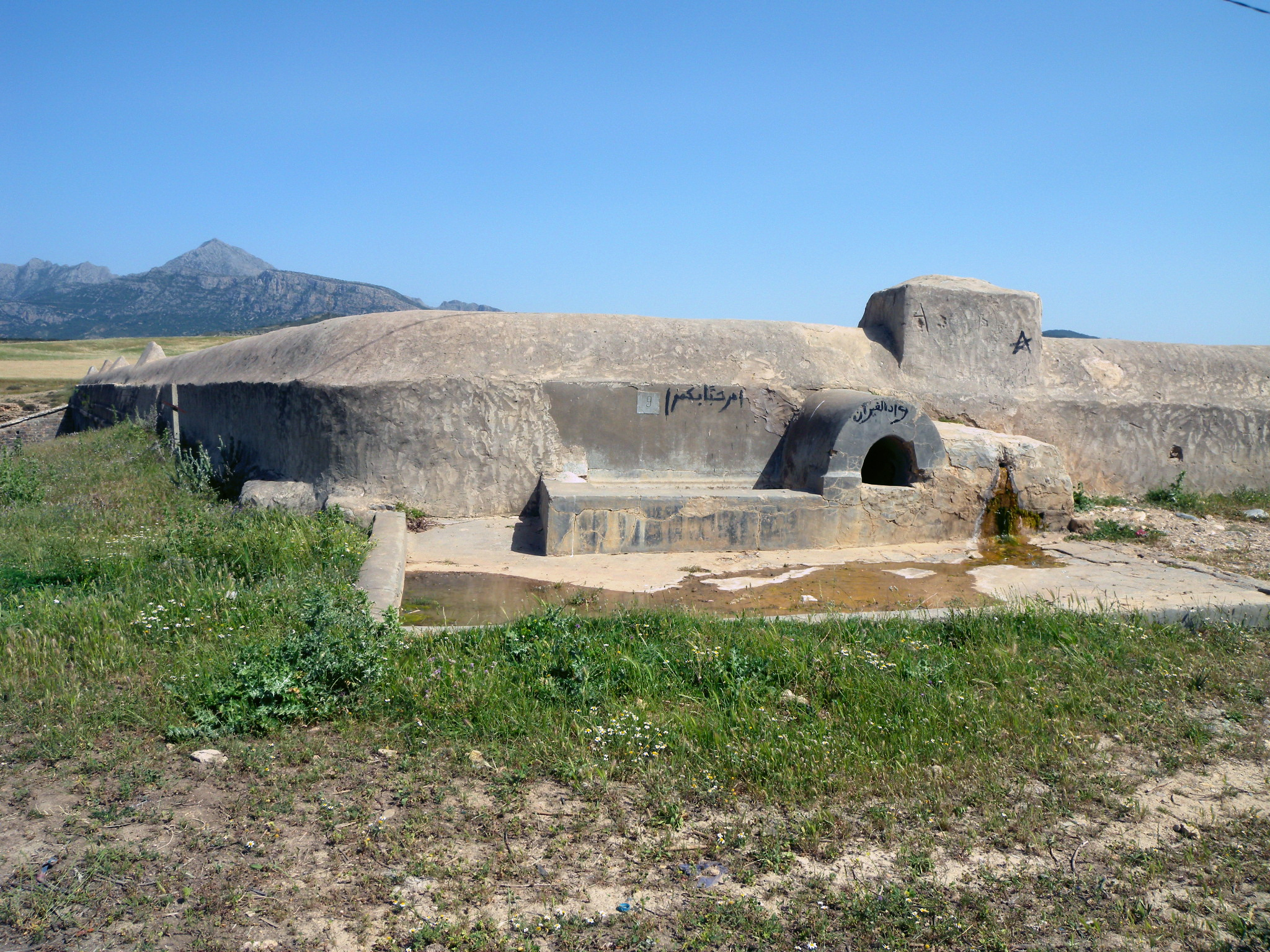
Aqüeducte al sud de Bir Halima.
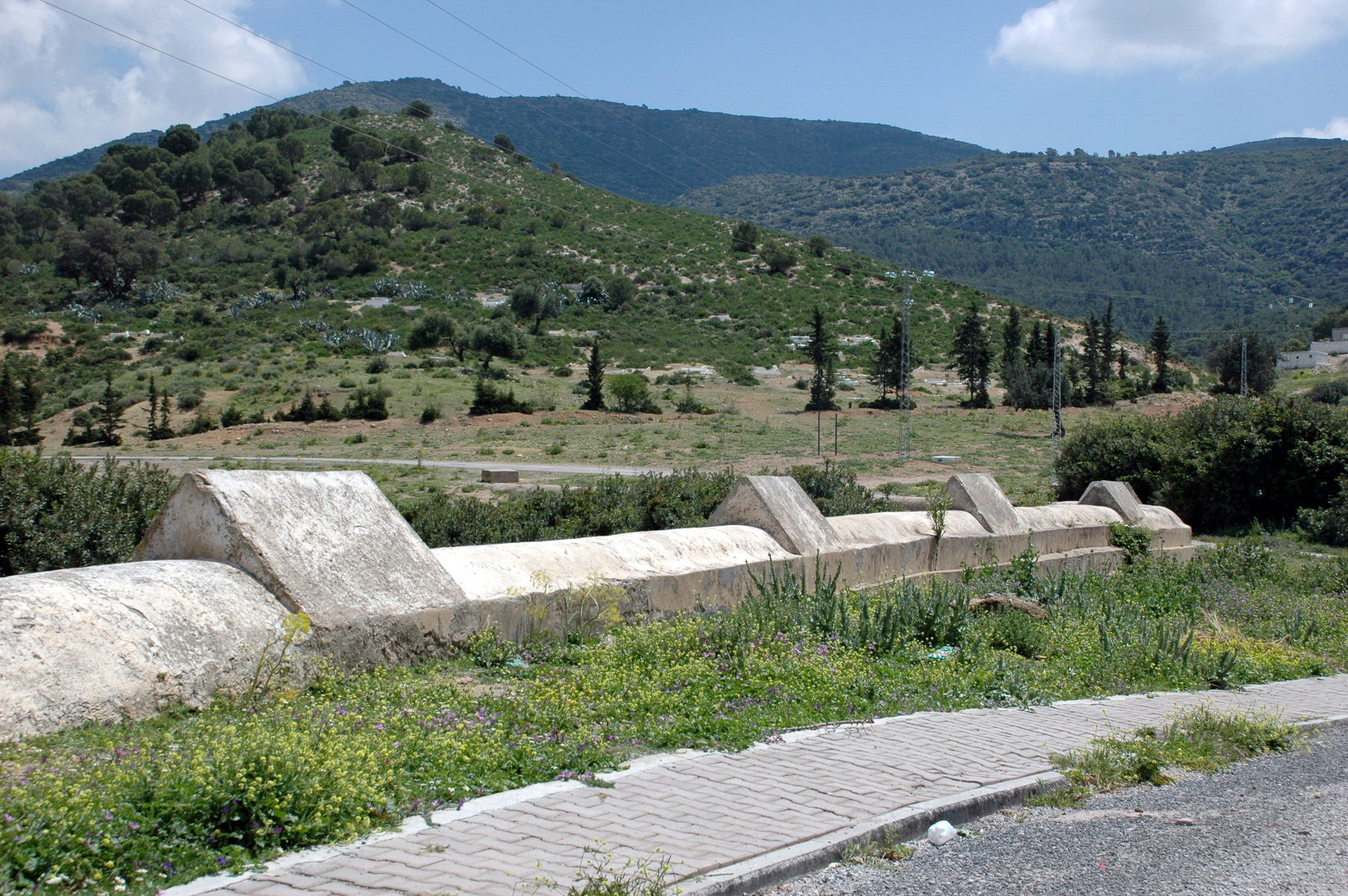
Secció reogarnizada.
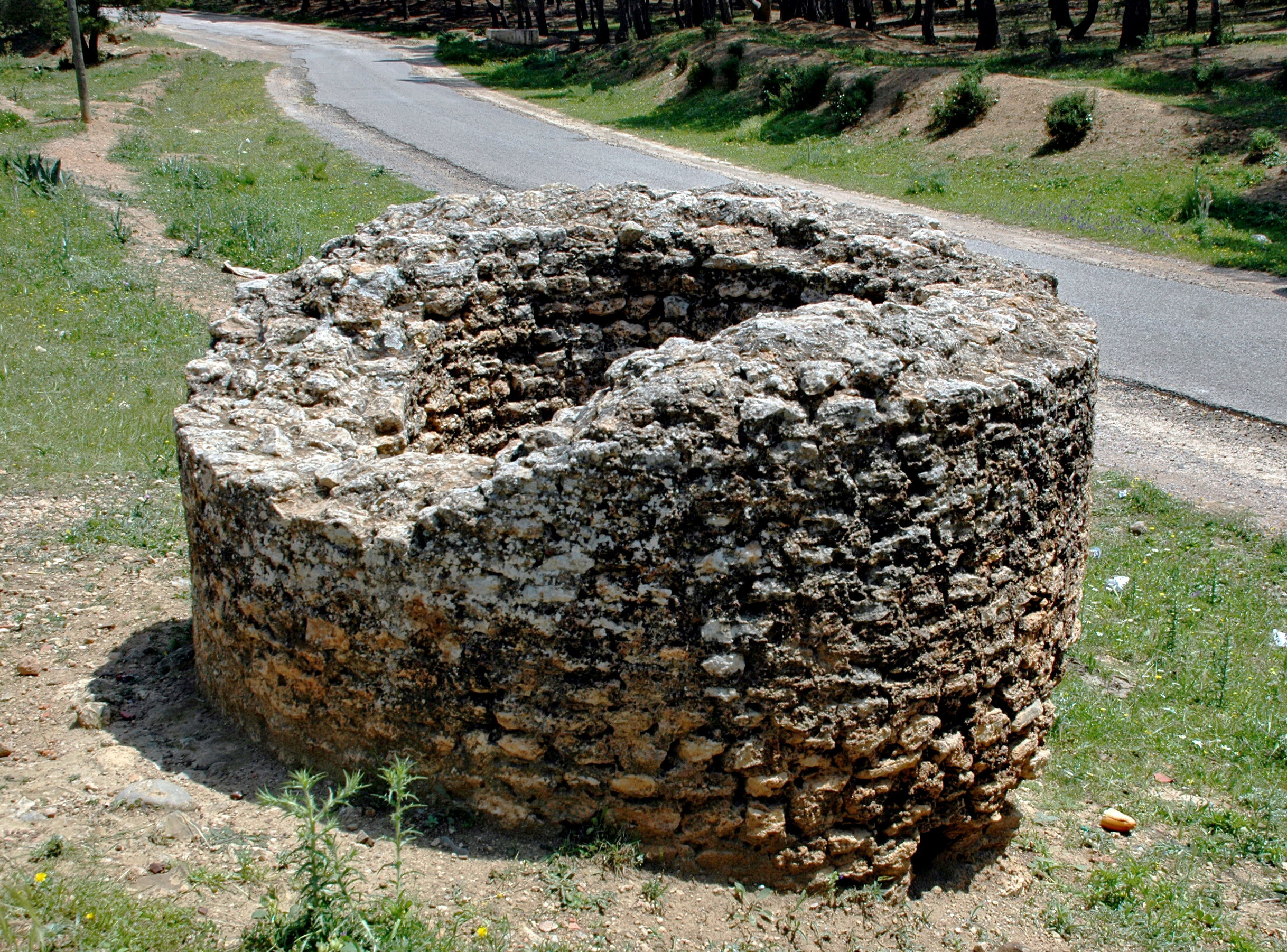
Vista del manteniment.
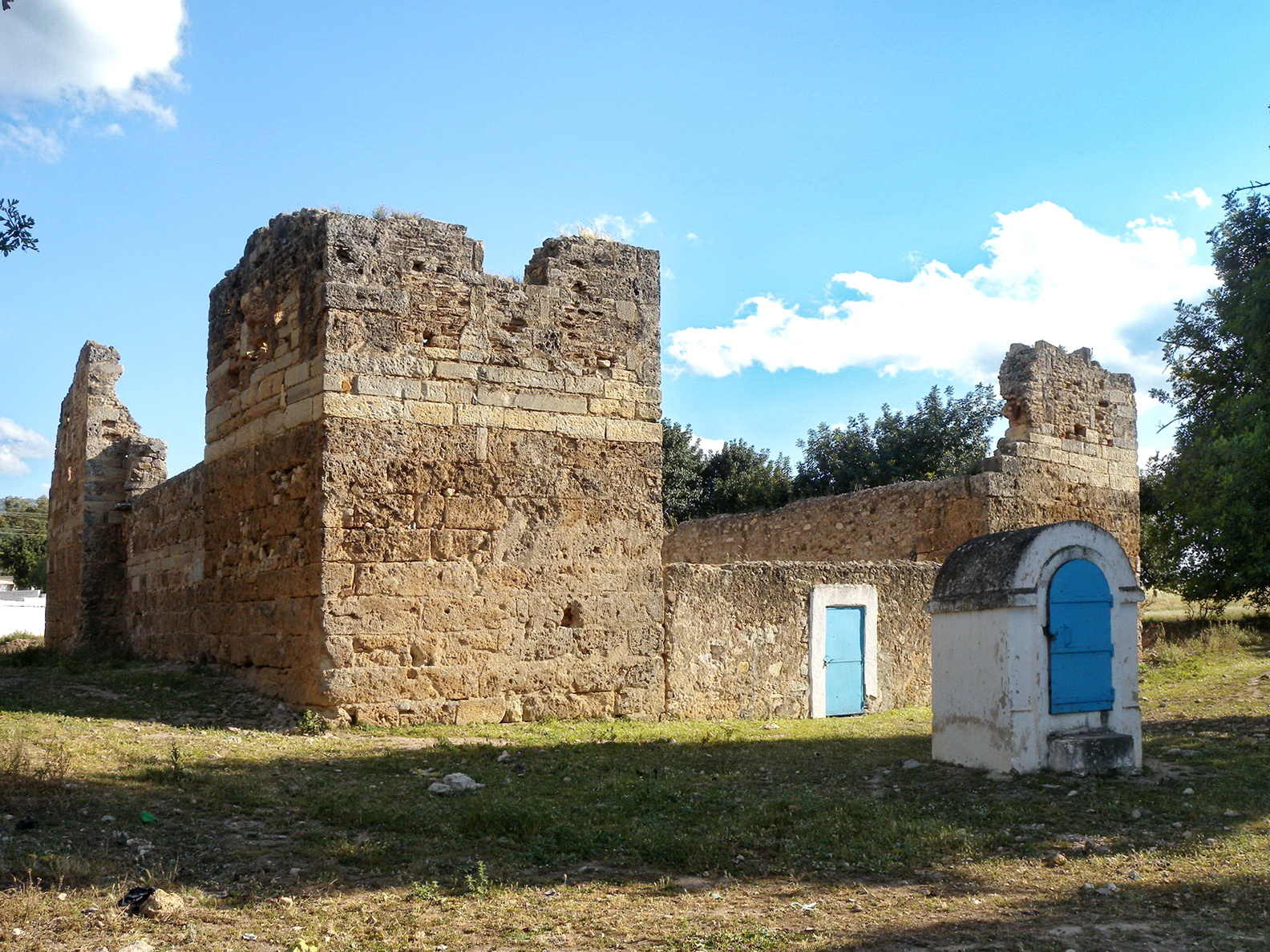
Nimfeu romà d'Orient d'Aïn Jouggar.